# Weinberg (Unternehmen)
Weinberg war ein Unternehmen der Süßwarenindustrie, das von 1872 bis 1926 in Herford bestand. Es produzierte hauptsächlich Schokolade und Bonbons.

## Geschichte

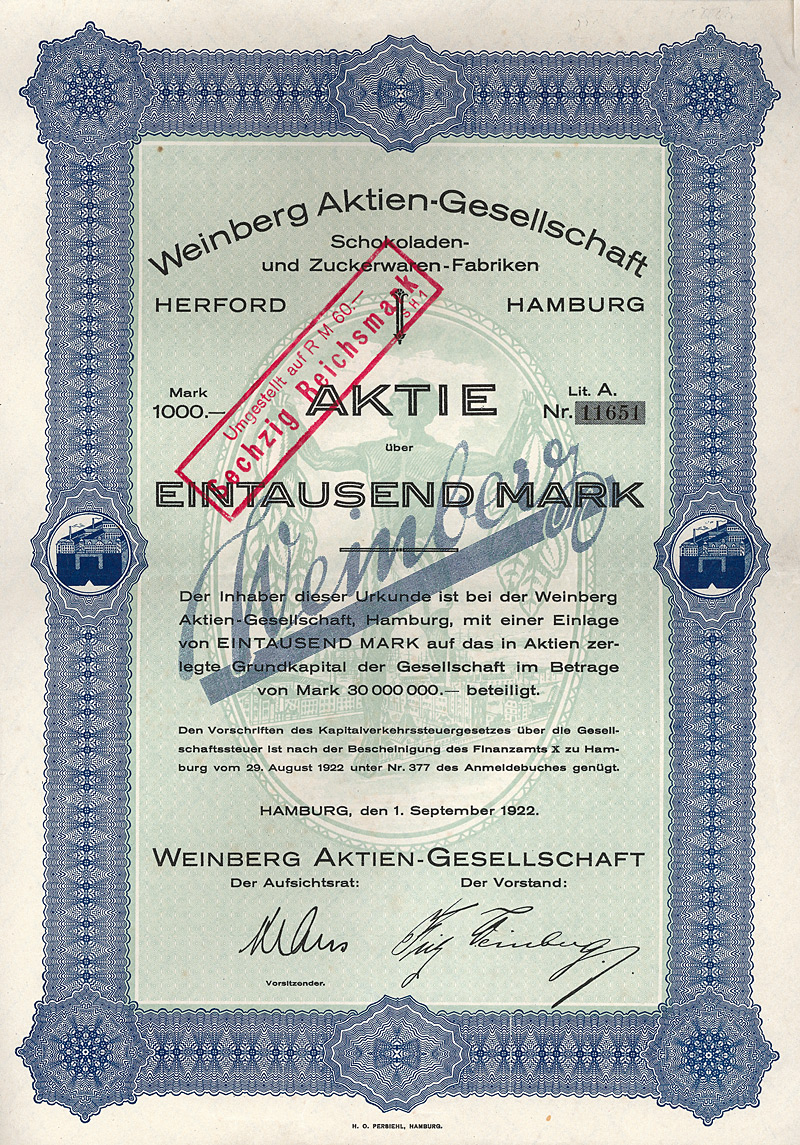
Aktie über 1000 Mark der Weinberg AG vom 1. September 1922

Emanuel Weinberg (1822–1883) gründete 1872 im Haus Höckerstraße 5 in Herford eine Süßwarenfabrik. Nach seinem Tod übernahmen seine Söhne das Unternehmen. Im Jahr 1905 wurden 120 Mitarbeiter beschäftigt.
Die dritte Generation der Inhaberfamilie eröffnete 1912 ein neues Fabrikgebäude mit 200 Arbeitsplätzen an der Werrestraße. Der 1913 genehmigte Neubau eines Werks für den Export im Hamburger Freihafen wurde durch den Ausbruch des Ersten Weltkriegs verhindert.
1920 erwarb Weinberg das Fabrikgelände der ehemaligen Friesen-Brauerei in Altona-Bahrenfeld, wo 1921 mit 600 Arbeitern die Produktion für den Export nach Europa, Amerika und Ostasien begann. 1922 beschäftigte Weinberg schon über 1500 Arbeiter. In den Werken Herford und Hamburg wurden täglich insgesamt rund 100.000 Tafeln Schokolade hergestellt.
1926 meldete das Unternehmen Konkurs an. Die Marke Weinberg wurde von den Fabrikanten Nolting und Bosselmann in Herford noch bis in die 1950er Jahre weitergeführt.

## Produkte
In der Anfangszeit des Unternehmens wurden verschiedene Sorten von Bonbons hergestellt, später auch Fondants und Karamellen. Um 1900 begann die Produktion von gefüllten Schokoladen und Pralinen. In den 1920er Jahren wurden in Hamburg Tafel- und Stangenschokolade, Pralinen und Kakaopulver für den Export hergestellt, in Herford Schokolade, Bonbons und Plätzchen.